# Комиссия по охране памятников старины и искусства
Комиссия по охране памятников старины и искусства — временная организация, занимавшаяся учётом и охраной памятников искусства и архитектуры в Москве. Существовала с 1917 по 1921 годы.

## История
17 (30) ноября 1917 года Военно-революционный комитет на заседании художественной секции культурно-просветительской комиссии Московского городского совета выдвинул инициативу по созданию специального органа, задачами которого будет учёт и охрана памятников искусства и архитектуры. Тогда же было принято решение о создании Комиссии по охране памятников старины и искусства. Первыми членами комиссии стали художник Казимир Малевич, архитектор Павел Малиновский и скульптор Евгений Орановский.
Уже 6 (19) декабря 1917 года было заключено соглашение между Московским городским советом и Объединённым комитетом по охране собраний и памятников искусства и старины об образовании единой комиссии. 18 (31) декабря среди членов профильного объединения художников «Изограф» (в который входили Аполиннарий Васнецов, Константин Коровин, Абрам Архипов и другие) было проведено голосование о вхождении членов профсоюза в комиссию. Подобное голосование было проведено и в Объединённом комитете 10 (23) января того же года.
Конституция, принятая 29 января 1918 года, предусматривала организацию Комиссии из членов художественных и историко-археологических обществ. К марту 1918 года членами комиссии стал целый ряд организаций: Строгановское училище, Оружейная палата, Патриаршая ризница, музеи Румянцевский, Исторический, Изящных искусств, ряд научных обществ: Любителей иконописи, Московское архитектурное, Любителей духовного просвещения, Комиссия по сохранению древних памятников Московского археологического общества, Общество истории и древностей, творческий союз «Изограф», Союз деятелей прикладного искусства, Профессиональный союз скульпторов, Московский профессиональный союз художников-живописцев, ряд архивов: Иностранных дел, Министерства двора, Юстиции, а также Комиссар по охране сокровищ польского народа.